# Stadion Rote Erde
Le Stadion Rote Erde est un stade de football situé à Dortmund en Allemagne. Construit en 1926, il accueillit les matchs du Borussia Dortmund jusqu'en 1974, date à laquelle fut construit juste à côté le Westfalenstadion. Aujourd'hui, le stade est utilisé par l'équipe réserve du Borussia Dortmund.

## Matchs internationaux
L'équipe d'Allemagne de football a joué deux matchs dans ce stade.
| Date         | Match               | Score | Compétition                                            |
| 8 mai 1935   | Allemagne – Irlande | 3-1   | Amical                                                 |
| 8 avril 1967 | Allemagne – Albanie | 6-0   | Éliminatoires du championnat d'Europe de football 1968 |

## Galerie de photos

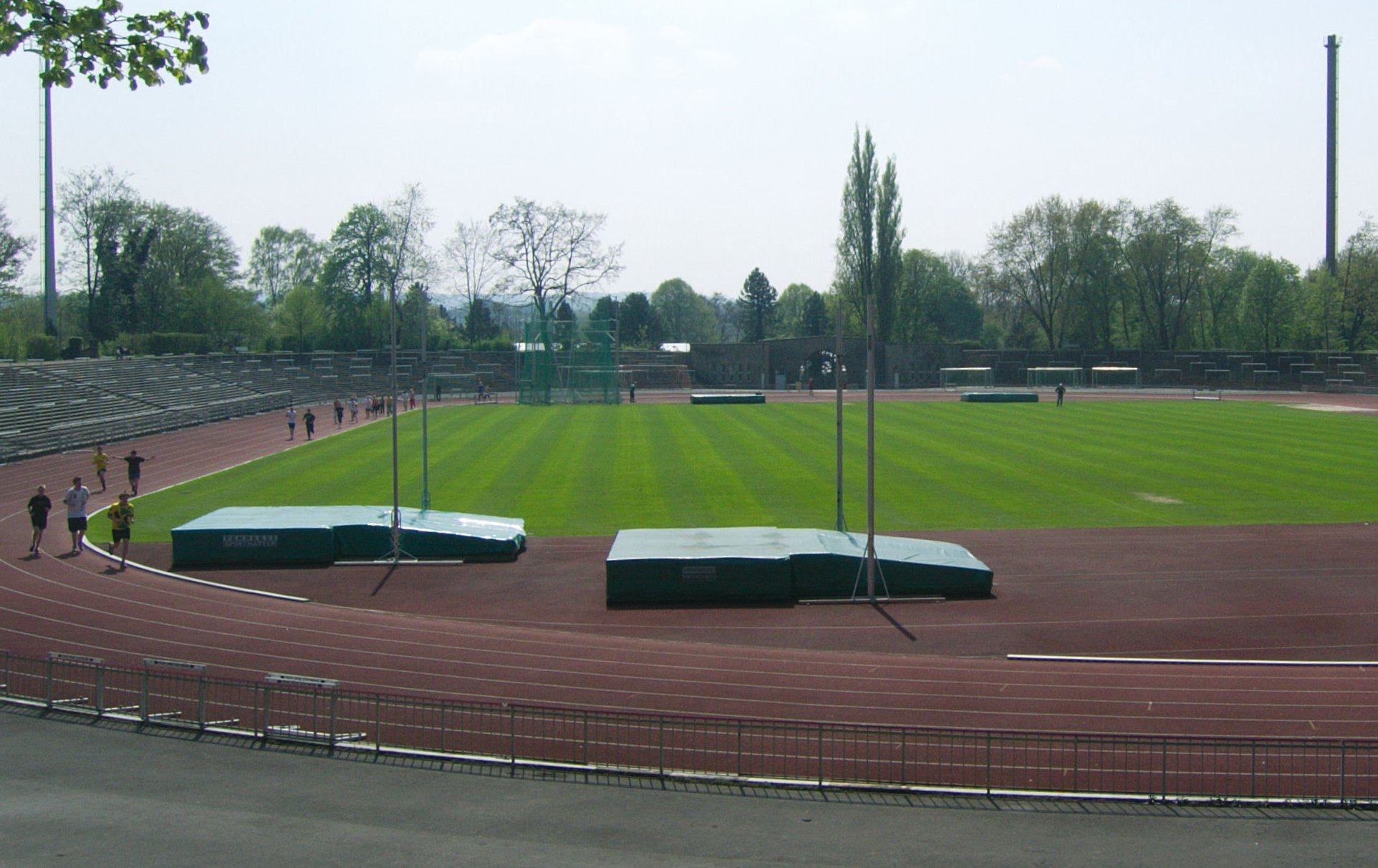